# 弗莱维
弗莱维（法語：Flévy，法語發音：[flevi]；洛林法兰克语：Flaiweg）是法国摩泽尔省的一个市镇，属于梅斯区。

## 地理
弗莱维（49°14'14"N, 6°14'42"E）面积11.58 平方千米，位于法国大東部大區摩泽尔省，该省份为法国东北部内陆省份，是洛林的一部分，西南接默尔特-摩泽尔省，东临下莱茵省，北与卢森堡和德国接壤。
与弗莱维接壤的市镇（或旧市镇、城区）包括：贝特兰维尔、沙伊莱塞讷里、埃讷里、吕唐日、特雷姆里、维日。

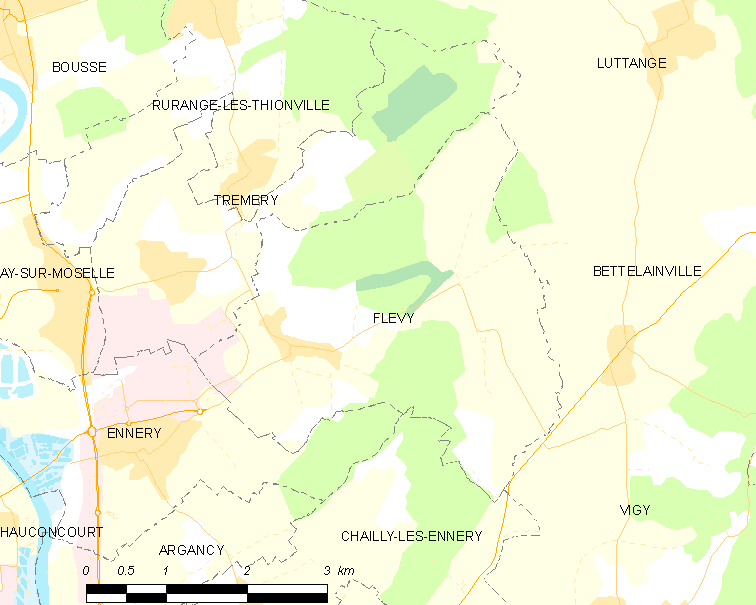
弗莱维的OSM定位图

弗莱维的时区为UTC+01:00、UTC+02:00（夏令时）。

## 行政
弗莱维的邮政编码为57365，INSEE市镇编码为57219。

## 政治
弗莱维所属的省级选区为梅斯地区县。

## 人口

1962-2008年间弗莱维人口变化图示

弗莱维于2022年1月1日时的人口数量为588人。